# Línguas tôngicas
A família das línguas tôngicas é um pequeno grupo de línguas polinésias que apresenta somente três línguas, o tonganês, o  nieuano e a língua niuafo'ou.